# Against the Dark
Against the Dark is een Amerikaanse horror-actiefilm uit 2009 onder regie van Richard Crudo met in de hoofdrol Steven Seagal. Het was de eerste horrorfilm van Seagal en het regiedebuut van cameraman Crudo.

## Verhaal
Een virus heeft een groot gedeelte van de wereldbevolking veranderd in bloeddorstige vampiers. Een groep vampierjagers onder leiding van zwaardmeester Tao bevecht de vampiers.

## Rolverdeling
- Steven Seagal - Tao
- Tanoai Reed - Tagart
- Jenna Harrison - Dorothy
- Skye Bennett - Charlotte
- Linden Ashby - Cross
- Keith David - Waters
- Stephen Hagan - Ricky